# Липяной Дюк
Липяно́й Дюк (англ. Lipyanoy Dyuk) — деревня в Шацком районе Рязанской области. Входит в состав Тарадеевского сельского поселения. Основана до 1840 года.
Расстояние до районного центра — 12 км, до областного центра 165 км. Находится в 1 км к югу от федеральной автомобильной дороги М5 «Урал» М5.

## География
Деревня находится на берегу реки Кашеляй (в 17-веке называлась Польная Шача, в 18- м и в начале 20-го называлась речка Дюк).

## История

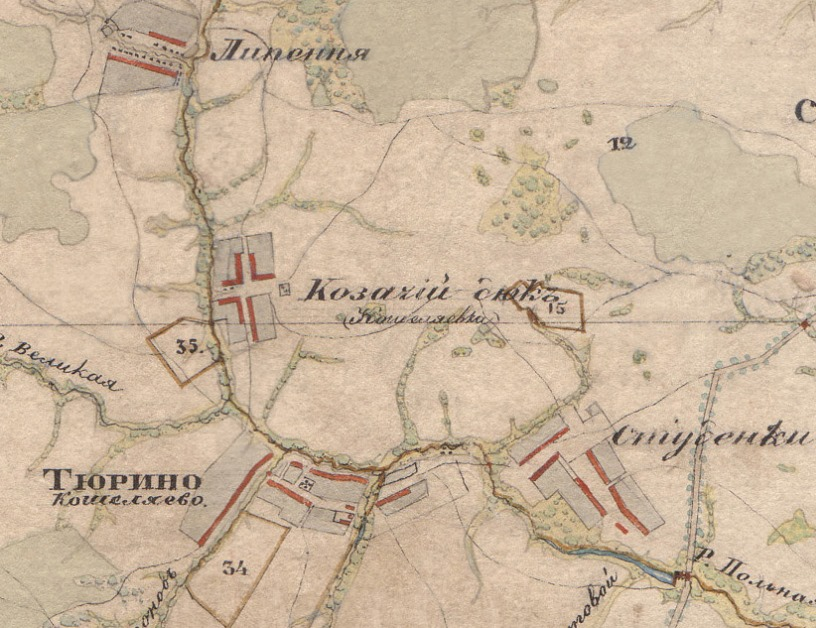
Деревня Липяной Дюк и соседние поселения в 1862 году.

Деревня Липяная упоминается в метрических книгах села Кошеляево (Тюрино) 1840 года, записано, что деревня принадлежит господину Сергею Ильичу Муханову. Название Липяной Дюк получила в 1896 году. В 1862 году в ней было 48 дворов, 196 душ мужского и 201 женского пола. В 1911 году было 85 дворов, 290 душ мужского и 298 женского пола, действовала земская школа.

## Население
| 1989 | 2010 | 2012 |
| ---- | ---- | ---- |
| 60   | ↘8   | →8   |